# Formule 1 in 1979
Het Formule 1-seizoen 1979 was het 30ste FIA Formula One World Championship seizoen. Het begon op 21 januari en eindigde op 7 oktober na vijftien races.
De Zuid-Afrikaan Jody Scheckter werd de laatste wereldkampioen voor Ferrari tot Michael Schumacher kampioen werd in 2000.

## Kalender
| GP nr. | Ronde | Grand Prix                      | Circuit                                                                     | Plaats                     | Datum        |
| ------ | ----- | ------------------------------- | --------------------------------------------------------------------------- | -------------------------- | ------------ |
| 314    | 1     | GP van Argentinië               | Autódromo Municipal del Parque Almirante Brown de la Ciudad de Buenos Aires | Buenos Aires               | 21 januari   |
| 315    | 2     | GP van Brazilië                 | Interlagos                                                                  | São Paulo                  | 4 februari   |
| 316    | 3     | GP van Zuid-Afrika              | Kyalami Grand Prix Circuit                                                  | Midrand                    | 3 maart      |
| 317    | 4     | GP van de Verenigde Staten West | Long Beach GP Circuit                                                       | Long Beach (Californië)    | 8 april      |
| 318    | 5     | GP van Spanje                   | Circuito Permanente del Jarama                                              | San Sebastián de los Reyes | 29 april     |
| 319    | 6     | GP van België                   | Circuit Zolder                                                              | Heusden-Zolder             | 13 mei       |
| 320    | 7     | GP van Monaco                   | Circuit de Monaco                                                           | Monte Carlo                | 27 mei       |
| 321    | 8     | GP van Frankrijk                | Circuit de Dijon-Prenois                                                    | Dijon                      | 1 juli       |
| 322    | 9     | GP van Groot-Brittannië         | Silverstone Circuit                                                         | Silverstone                | 14 juli      |
| 323    | 10    | GP van Duitsland                | Hockenheimring                                                              | Hockenheim                 | 29 juli      |
| 324    | 11    | GP van Oostenrijk               | Österreichring                                                              | Spielberg                  | 12 augustus  |
| 325    | 12    | GP van Nederland                | Circuit Park Zandvoort                                                      | Zandvoort                  | 26 augustus  |
| 326    | 13    | GP van Italië                   | Autodromo Nazionale Monza                                                   | Monza                      | 9 september  |
| 327    | 14    | GP van Canada                   | Circuit Île Notre-Dame                                                      | Montreal (Quebec)          | 30 september |
| 328    | 15    | GP van de Verenigde Staten      | Watkins Glen International                                                  | Watkins Glen (New York)    | 7 oktober    |

### Afgelast
De Grand Prix van Zweden werd afgelast omdat er weinig enthousiasme voor een Formule 1-wedstrijd was in Zweden na de dood van de Zweedse coureurs Ronnie Peterson en Gunnar Nilsson in 1978.
| Ronde | Grand Prix    | Circuit              | Plaats     | Originele datum |
| ----- | ------------- | -------------------- | ---------- | --------------- |
| 8     | GP van Zweden | Scandinavian Raceway | Anderstorp | 17 juni         |

## Resultaten en klassement

### Grands Prix
| Ronde | Grand Prix                      | Poleposition          | Snelste ronde     | Winnende coureur      | Winnende constructeur | Banden | Verslag |
| ----- | ------------------------------- | --------------------- | ----------------- | --------------------- | --------------------- | ------ | ------- |
| 1     | GP van Argentinië               | Jacques Laffite       | Jacques Laffite   | Jacques Laffite       | Ligier-Ford           | G      | Verslag |
| 2     | GP van Brazilië                 | Jacques Laffite       | Jacques Laffite   | Jacques Laffite       | Ligier-Ford           | G      | Verslag |
| 3     | GP van Zuid-Afrika              | Jean-Pierre Jabouille | Gilles Villeneuve | Gilles Villeneuve     | Ferrari               | M      | Verslag |
| 4     | GP van de Verenigde Staten West | Gilles Villeneuve     | Gilles Villeneuve | Gilles Villeneuve     | Ferrari               | M      | Verslag |
| 5     | GP van Spanje                   | Jacques Laffite       | Gilles Villeneuve | Patrick Depailler     | Ligier-Ford           | G      | Verslag |
| 6     | GP van België                   | Jacques Laffite       | Gilles Villeneuve | Jody Scheckter        | Ferrari               | M      | Verslag |
| 7     | GP van Monaco                   | Jody Scheckter        | Patrick Depailler | Jody Scheckter        | Ferrari               | M      | Verslag |
| 8     | GP van Frankrijk                | Jean-Pierre Jabouille | René Arnoux       | Jean-Pierre Jabouille | Renault               | M      | Verslag |
| 9     | GP van Groot-Brittannië         | Alan Jones            | Clay Regazzoni    | Clay Regazzoni        | Williams-Ford         | G      | Verslag |
| 10    | GP van Duitsland                | Jean-Pierre Jabouille | Gilles Villeneuve | Alan Jones            | Williams-Ford         | G      | Verslag |
| 11    | GP van Oostenrijk               | René Arnoux           | René Arnoux       | Alan Jones            | Williams-Ford         | G      | Verslag |
| 12    | GP van Nederland                | René Arnoux           | Gilles Villeneuve | Alan Jones            | Williams-Ford         | G      | Verslag |
| 13    | GP van Italië                   | Jean-Pierre Jabouille | Clay Regazzoni    | Jody Scheckter        | Ferrari               | M      | Verslag |
| 14    | GP van Canada                   | Alan Jones            | Alan Jones        | Alan Jones            | Williams-Ford         | G      | Verslag |
| 15    | GP van de Verenigde Staten      | Alan Jones            | Nelson Piquet     | Gilles Villeneuve     | Ferrari               | M      | Verslag |

### Puntentelling
Punten worden toegekend aan de top zes geklasseerde coureurs. 
| Positie | 01e0 | 02e0 | 03e0 | 04e0 | 05e0 | 06e0 |
| Punten  | 9    | 6    | 4    | 3    | 2    | 1    |

### Klassement bij de coureurs
De vier beste resultaten van de eerste zeven wedstrijden en de vier beste resultaten van de laatste acht wedstrijden tellen mee voor de eindstand. Bij "Punten" staan de getelde kampioenschapspunten gevolgd door de totaal behaalde punten tussen haakjes.
| Pos. | Nr                       | Coureur                | Grands Prix | Grands Prix | Grands Prix | Grands Prix | Grands Prix | Grands Prix | Grands Prix | Grands Prix | Grands Prix | Grands Prix | Grands Prix | Grands Prix | Grands Prix | Grands Prix | Grands Prix | Punten  |
| Pos. | Nr                       | Coureur                | ARG         | BRA         | ZAF         | VSW         | SPA         | BEL         | MON         | FRA         | GBR         | DUI         | OOS         | NED         | ITA         | CAN         | VST         | Punten  |
| ---- | ------------------------ | ---------------------- | ----------- | ----------- | ----------- | ----------- | ----------- | ----------- | ----------- | ----------- | ----------- | ----------- | ----------- | ----------- | ----------- | ----------- | ----------- | ------- |
| 1    | 11                       | Jody Scheckter         | DNF         | {6)         | 2           | 2           | (4)         | 1           | 1P          | 7           | (5)         | 4           | 4           | 2           | 1           | (4)         | DNF         | 51 (60) |
| 2    | 12                       | Gilles Villeneuve      | DNF         | 5           | 1S          | 1PS0        | 7S          | 7S          | DNF         | 2           | 14          | 8S          | 2           | DNFS        | 2           | (2)         | 1           | 47 (53) |
| 3    | 27                       | Alan Jones             | 9           | DNF         | DNF         | 3           | DNF         | DNF         | DNF         | (4)         | DNFP        | 1           | 1           | 1           | 9           | 1PS0        | DNFP        | 40 (43) |
| 4    | 26                       | Jacques Laffite        | 1PS0        | 1PS0        | DNF         | DNF         | DNFP        | 2P          | DNF         | 8           | DNF         | 3           | 3           | 3           | DNF         | DNF         | DNF         | 36      |
| 5    | 28                       | Clay Regazzoni         | 10          | 15          | 9           | DNF         | DNF         | DNF         | 2           | (6)         | 1S          | 2           | (5)         | DNF         | 3S          | 3           | DNF         | 29 (32) |
| 6    | 25                       | Patrick Depailler      | 4           | 2           | DNF         | 5           | 1           | DNF         | (5)S        |             |             |             |             |             |             |             |             | 20 (22) |
| 7    | 2                        | Carlos Reutemann       | 2           | 3           | (5)         | DNF         | 2           | (4)         | 3           | 13          | 8           | DNF         | DNF         | DNF         | 7           | DNF         | DNF         | 20 (25) |
| 8    | 16                       | René Arnoux            | DNF         | DNF         | DNF         | DNS         | 9           | DNF         | DNF         | 3S          | 2           | DNF         | 6PS0        | DNFP        | DNF         | DNF         | 2           | 17      |
| 9    | 7                        | John Watson            | 3           | 8           | DNF         | DNF         | DNF         | 6           | 4           | 11          | 4           | 5           | 9           | DNF         | DNF         | 6           | 6           | 15      |
| 10   | 3                        | Didier Pironi          | DNF         | 4           | DNF         | DSQ         | 6           | 3           | DNF         | DNF         | 10          | 9           | 7           | DNF         | 10          | 5           | 3           | 14      |
| 11   | 4                        | Jean-Pierre Jarier     | DNF         | DNF         | 3           | 6           | 5           | 11          | DNF         | 5           | 3           |             |             | DNF         | 6           | DNF         | DNF         | 14      |
| 12   | 1                        | Mario Andretti         | 5           | DNF         | 4           | 4           | 3           | DNF         | DNF         | DNF         | DNF         | DNF         | DNF         | DNF         | 5           | 10          | DNF         | 14      |
| 13   | 15                       | Jean-Pierre Jabouille  | DNF         | 10          | DNFP        | DNS         | DNF         | DNF         | NC          | 1P          | DNF         | DNFP        | DNF         | DNF         | 14P         | DNF         | DNF         | 9       |
| 14   | 5                        | Niki Lauda             | DNF         | DNF         | 6           | DNF         | DNF         | DNF         | DNF         | DNF         | DNF         | DNF         | DNF         | WD          | 4           | WD          |             | 4       |
| 15   | 18                       | Elio de Angelis        | 7           | 12          | DNF         | 7           | DNF         | DNF         | DNQ         | 16          | 12          | 11          | DNF         | DNF         | DNF         | DNF         | 4           | 3       |
| 16   | 6                        | Nelson Piquet          | DNF         | DNF         | 7           | 8           | DNF         | DNF         | DNF         | DNF         | DNF         | 12          | DNF         | 4           | DNF         | DNF         | DNFS        | 3       |
| 17   | 25                       | Jacky Ickx             |             |             |             |             |             |             |             | DNF         | 6           | DNF         | DNF         | 5           | DNF         | DNF         | DNF         | 3       |
| 18   | 30                       | Jochen Mass            | 8           | 7           | 12          | 9           | 8           | DNF         | 6           | 15          | DNF         | 6           | DNF         | 6           | DNF         | DNQ         | DNQ         | 3       |
| 19   | 29                       | Riccardo Patrese       | DNF         | 9           | 11          | DNF         | 10          | 5           | DNF         | 14          | DNF         | DNF         | DNF         | DNF         | 13          | DNF         | DNF         | 2       |
| 20   | 9                        | Hans Joachim Stuck     | DNS         | DNF         | DNF         | DSQ         | 14          | 8           | DNF         | DNS         | DNQ         | DNF         | DNF         | DNF         | 11          | DNF         | 5           | 2       |
| 21   | 14                       | Emerson Fittipaldi     | 6           | 11          | 13          | DNF         | 11          | 9           | DNF         | DNF         | DNF         | DNF         | DNF         | DNF         | 8           | 8           | 7           | 1       |
| 22   | 31                       | Héctor Rebaque         | DNF         | DNQ         | DNF         | DNF         | DNF         | DNF         |             | 12          | 9           | DNF         | DNQ         | 7           | DNQ         | DNF         | DNQ         | 0       |
| 23   | 8                        | Patrick Tambay         | DNF         | DNF         | 10          | DNF         | 13          | DNQ         | DNQ         | 10          | 7           | DNF         | 10          | DNF         | DNF         | DNF         | DNF         | 0       |
| 24   | 5                        | Ricardo Zunino         |             |             |             |             |             |             |             |             |             |             |             |             |             | 7           | DNF         | 0       |
| 24   | 4                        | Geoff Lees             |             |             |             |             |             |             |             |             |             | 7           |             |             |             |             |             | 0       |
| 25   | 22 (7x)/ 4 (1x)/ 33 (2x) | Derek Daly             | 11          | 13          | DNQ         | DNF         | DNQ         | DNQ         | DNQ         |             |             |             | 8           |             |             | DNF         | DNF         | 0       |
| 26   | 20                       | James Hunt             | DNF         | DNF         | 8           | DNF         | DNF         | DNF         | DNF         |             |             |             |             |             |             |             |             | 0       |
| 27   | 17                       | Jan Lammers            | DNF         | 14          | DNF         | DNF         | 12          | 10          | DNQ         | 18          | 11          | 10          | DNF         | DNF         | DNQ         | 9           | DNQ         | 0       |
| 28   | 20                       | Keke Rosberg           |             |             |             |             |             |             |             | 9           | DNF         | DNF         | DNF         | DNF         | DNF         | DNQ         | DNF         | 0       |
| 29   | 36                       | Vittorio Brambilla     |             |             |             |             |             |             |             |             |             |             |             |             | 12          | DNF         | DNQ         | 0       |
| 30   | 22                       | Patrick Gaillard       |             |             |             |             |             |             |             | DNQ         | 13          | DNQ         | DNF         | DNQ         |             |             |             | 0       |
| 31   | 35                       | Bruno Giacomelli       |             |             |             |             |             | DNF         |             | 17          |             |             |             |             | DNF         |             | DNF         | 0       |
| —    | 24                       | Arturo Merzario        | DNF         | DNQ         | DNQ         | DNF         | DNQ         | DNQ         |             | DNQ         | DNQ         | DNQ         | DNQ         | DNQ         | DNQ         | DNQ         | DNQ         | 0       |
| —    | 22                       | Marc Surer             |             |             |             |             |             |             |             |             |             |             |             |             | DNQ         | DNQ         | DNF         | 0       |
| —    | 36 (2x)/ 24 (1x)         | Gianfranco Brancatelli |             |             |             |             | DNQ         | DNQ         | DNPQ        |             |             |             |             |             |             |             |             | 0       |
| —    | 19                       | Alex Ribeiro           |             |             |             |             |             |             |             |             |             |             |             |             |             | DNQ         | DNQ         | 0       |
| Pos. | Nr                       | Coureur                | ARG         | BRA         | ZAF         | VSW         | SPA         | BEL         | MON         | FRA         | GBR         | DUI         | OOS         | NED         | ITA         | CAN         | VST         | Punten  |
| Pos. | Nr                       | Coureur                | Grands Prix |             |             |             |             |             |             |             |             |             |             |             |             |             |             | Punten  |

| Resultaat                      |
| ------------------------------ |
| Winnaar                        |
| Tweede plaats                  |
| Derde plaats                   |
| Gefinisht (punten)             |
| Gefinisht (geen punten)        |
| Niet geklasseerd (NC)          |
| Uitgevallen (DNF)              |
| Niet gekwalificeerd (DNQ)      |
| Niet gepre-kwalificeerd (DNPQ) |
| Gediskwalificeerd (DSQ)        |
| Niet gestart (DNS)             |
| Gewond (INJ)                   |
| Uitgesloten (EX)               |
| Teruggetrokken (WD)            |
| Niet deelgenomen (blanco cel)  |
| P Pole position                |
| S Snelste ronde                |

### Klassement bij de constructeurs
Vanaf 1979 tellen voor het eerst alle behaalde constructeurspunten mee voor het constructeurskampioenschap.
| Pos. | Constructeur       | Nr. | Grands Prix | Grands Prix | Grands Prix | Grands Prix | Grands Prix | Grands Prix | Grands Prix | Grands Prix | Grands Prix | Grands Prix | Grands Prix | Grands Prix | Grands Prix | Grands Prix | Grands Prix | Punten |
| Pos. | Constructeur       | Nr. | ARG         | BRA         | ZAF         | VSW         | SPA         | BEL         | MON         | FRA         | GBR         | DUI         | OOS         | NED         | ITA         | CAN         | VST         | Punten |
| ---- | ------------------ | --- | ----------- | ----------- | ----------- | ----------- | ----------- | ----------- | ----------- | ----------- | ----------- | ----------- | ----------- | ----------- | ----------- | ----------- | ----------- | ------ |
| 1    | Ferrari            | 11  | DNF         | 6           | 2           | 2           | 4           | 1           | 1P          | 7           | 5           | 4           | 4           | 2           | 1           | 4           | DNF         | 113    |
| 1    | Ferrari            | 12  | DNF         | 5           | 1S          | 1PS0        | 7S          | 7S          | DNF         | 2           | 14          | 8S          | 2           | DNFS        | 2           | 2           | 1           | 113    |
| 2    | Williams-Ford      | 27  | 9           | DNF         | DNF         | 3           | DNF         | DNF         | DNF         | 4           | DNFP        | 1           | 1           | 1           | 9           | 1PS0        | DNFP        | 75     |
| 2    | Williams-Ford      | 28  | 10          | 15          | 9           | DNF         | DNF         | DNF         | 2           | 6           | 1S          | 2           | 5           | DNF         | 3S          | 3           | DNF         | 75     |
| 3    | Ligier-Ford        | 25  | 4           | 2           | DNF         | 5           | 1           | DNF         | 5S          | DNF         | 6           | DNF         | DNF         | 5           | DNF         | DNF         | DNF         | 61     |
| 3    | Ligier-Ford        | 26  | 1PS0        | 1PS0        | DNF         | DNF         | DNFP        | 2P          | DNF         | 8           | DNF         | 3           | 3           | 3           | DNF         | DNF         | DNF         | 61     |
| 4    | Lotus-Ford         | 1   | 5           | DNF         | 4           | 4           | 3           | DNF         | DNF         | DNF         | DNF         | DNF         | DNF         | DNF         | 5           | 10          | DNF         | 39     |
| 4    | Lotus-Ford         | 2   | 2           | 3           | 5           | DNF         | 2           | 4           | 3           | 13          | 8           | DNF         | DNF         | DNF         | 7           | DNF         | DNF         | 39     |
| 4    | Lotus-Ford         | 31  | DNF         | DNQ         | DNF         | DNF         | DNF         | DNF         | WD          | 12          | 9           | DNF         | DNQ         | 7           |             |             |             | 39     |
| 5    | Tyrrell-Ford       | 3   | DNF         | 4           | DNF         | DSQ         | 6           | 3           | DNF         | DNF         | 10          | 9           | 7           | DNF         | 10          | 5           | 3           | 28     |
| 5    | Tyrrell-Ford       | 4   | DNF         | DNF         | 3           | 6           | 5           | 11          | DNF         | 5           | 3           | 7           | 8           | DNF         | 6           | DNF         | DNF         | 28     |
| 5    | Tyrrell-Ford       | 33  |             |             |             |             |             |             |             |             |             |             |             |             |             | DNF         | DNF         | 28     |
| 6    | Renault            | 15  | DNF         | 10          | DNFP        | DNS         | DNF         | DNF         | NC          | 1P          | DNF         | DNFP        | DNF         | DNF         | 14P         | DNF         | DNF         | 26     |
| 6    | Renault            | 16  | DNF         | DNF         | DNF         | DNS         | 9           | DNF         | DNF         | 3S          | 2           | DNF         | 6PS0        | DNFP        | DNF         | DNF         | 2           | 26     |
| 7    | McLaren-Ford       | 7   | 3           | 8           | DNF         | DNF         | DNF         | 6           | 4           | 11          | 4           | 5           | 9           | DNF         | DNF         | 6           | 6           | 15     |
| 7    | McLaren-Ford       | 8   | DNF         | DNF         | 10          | DNF         | 13          | DNQ         | DNQ         | 10          | 7           | DNF         | 10          | DNF         | DNF         | DNF         | DNF         | 15     |
| 8    | Brabham-Alfa Romeo | 5   | DNF         | DNF         | 6           | DNF         | DNF         | DNF         | DNF         | DNF         | DNF         | DNF         | DNF         | WD          | 4           |             |             | 7      |
| 8    | Brabham-Alfa Romeo | 6   | DNF         | DNF         | 7           | 8           | DNF         | DNF         | DNF         | DNF         | DNF         | 12          | DNF         | 4           | DNF         |             |             | 7      |
| 9    | Arrows-Ford        | 29  | DNF         | 9           | 11          | DNF         | 10          | 5           | DNF         | 14          | DNF         | DNF         | DNF         | DNF         | 13          | DNF         | DNF         | 5      |
| 9    | Arrows-Ford        | 30  | 8           | 7           | 12          | 9           | 8           | DNF         | 6           | 15          | DNF         | 6           | DNF         | 6           | DNF         | DNQ         | DNQ         | 5      |
| 10   | Shadow-Ford        | 17  | DNF         | 14          | DNF         | DNF         | 12          | 10          | DNQ         | 18          | 11          | 10          | DNF         | DNF         | DNQ         | 9           | DNQ         | 3      |
| 10   | Shadow-Ford        | 18  | 7           | 12          | DNF         | 7           | DNF         | DNF         | DNQ         | 16          | 12          | 11          | DNF         | DNF         | DNF         | DNF         | 4           | 3      |
| 11   | ATS-Ford           | 9   | DNS         | DNF         | DNF         | DSQ         | 14          | 8           | DNF         | DNS         | DNQ         | DNF         | DNF         | DNF         | 11          | DNF         | 5           | 2      |
| 12   | Fittipaldi-Ford    | 14  | 6           | 11          | 13          | DNF         | 11          | 9           | DNF         | DNF         | DNF         | DNF         | DNF         | DNF         | 8           | 8           | 7           | 1      |
| 12   | Fittipaldi-Ford    | 19  |             |             |             |             |             |             |             |             |             |             |             |             |             | DNQ         | DNQ         | 1      |
| 13   | Brabham-Ford       | 5   |             |             |             |             |             |             |             |             |             |             |             |             |             | 7           | DNF         | 0      |
| 13   | Brabham-Ford       | 6   |             |             |             |             |             |             |             |             |             |             |             |             |             | DNF         | DNFS        | 0      |
| 14   | Wolf-Ford          | 20  | DNF         | DNF         | 8           | DNF         | DNF         | DNF         | DNF         | 9           | DNF         | DNF         | DNF         | DNF         | DNF         | DNQ         | DNF         | 0      |
| 15   | Ensign-Ford        | 22  | 11          | 13          | DNQ         | DNF         | DNQ         | DNQ         | DNQ         | DNQ         | 13          | DNQ         | DNF         | DNQ         | DNQ         | DNQ         | DNF         | 0      |
| 16   | Alfa Romeo         | 35  |             |             |             |             |             | DNF         |             | 17          |             |             |             |             | DNF         |             | DNF         | 0      |
| 16   | Alfa Romeo         | 36  |             |             |             |             |             |             |             |             |             |             |             |             | 12          | DNF         | DNQ         | 0      |
| —    | Merzario-Ford      | 24  | DNF         | DNQ         | DNQ         | DNF         | DNQ         | DNQ         | DNPQ        | DNQ         | DNQ         | DNQ         | DNQ         | DNQ         | DNQ         | DNQ         | DNQ         | 0      |
| —    | Rebaque-Ford       | 31  |             |             |             |             |             |             |             |             |             |             |             |             | DNQ         | DNF         | DNQ         | 0      |
| —    | Kauhsen-Ford       | 36  |             |             |             |             | DNQ         | DNQ         |             |             |             |             |             |             |             |             |             | 0      |
| Pos. | Constructeur       | Nr. | ARG         | BRA         | ZAF         | VSW         | SPA         | BEL         | MON         | FRA         | GBR         | DUI         | OOS         | NED         | ITA         | CAN         | VST         | Punten |
| Pos. | Constructeur       | Nr. | Grands Prix |             |             |             |             |             |             |             |             |             |             |             |             |             |             | Punten |

| Resultaat                      |
| ------------------------------ |
| Winnaar                        |
| Tweede plaats                  |
| Derde plaats                   |
| Gefinisht (punten)             |
| Gefinisht (geen punten)        |
| Niet geklasseerd (NC)          |
| Uitgevallen (DNF)              |
| Niet gekwalificeerd (DNQ)      |
| Niet gepre-kwalificeerd (DNPQ) |
| Gediskwalificeerd (DSQ)        |
| Niet gestart (DNS)             |
| Gewond (INJ)                   |
| Uitgesloten (EX)               |
| Teruggetrokken (WD)            |
| Niet deelgenomen (blanco cel)  |
| P Pole position                |
| S Snelste ronde                |

1950 · 1951 · 1952 · 1953 · 1954 · 1955 · 1956 · 1957 · 1958 · 1959 · 1960 · 1961 · 1962 · 1963 · 1964 · 1965 · 1966 · 1967 · 1968 · 1969 · 1970 · 1971 · 1972 · 1973 · 1974 · 1975 · 1976 · 1977 · 1978 · 1979 · 1980 · 1981 · 1982 · 1983 · 1984 · 1985 · 1986 · 1987 · 1988 · 1989 · 1990 · 1991 · 1992 · 1993 · 1994 · 1995 · 1996 · 1997 · 1998 · 1999 · 2000 · 2001 · 2002 · 2003 · 2004 · 2005 · 2006 · 2007 · 2008 · 2009 · 2010 · 2011 · 2012 · 2013 · 2014 · 2015 · 2016 · 2017 · 2018 · 2019 · 2020 · 2021 · 2022 · 2023 · 2024 · 2025 · 2026 
 Lijst van Formule 1 Grand Prix-wedstrijden